# Bill Waller
William Lower ”Bill” Waller, Sr, född 21 oktober 1926 i Burgess, Lafayette County, Mississippi, död 30 november 2011 i Jackson, Mississippi, var en amerikansk politiker (demokrat). Han var guvernör i Mississippi mellan 1972 och 1976.